# 湯ノ浦温泉
湯ノ浦温泉（ゆのうらおんせん）は、愛媛県今治市（旧国伊予国）の南東、渚百選に選ばれた白砂清松の桜井海岸を望む高台に位置する温泉郷。湧出量は1日あたり1200トン。ラドンやフッ素などを含む良質な温泉として知られている。NPO法人健康と温泉フォーラムによる、温泉療法医がすすめる名湯百選に選ばれている。

## 泉質
- 単純弱放射能冷鉱泉 （低張性弱アルカリ性冷鉱泉）
- 温泉の成分
- （1）ph値　　　　7.9
- （2）ラドン含有量

　　　*（キュリー）34.7×10⁻¹ºCi／kg
　　　*（マッヘ）　（9.54M・E／kg）
- （3）試量1kg中の成分及び分量
- イ.陽イオン(ミリグラム)

　　　　*リチウムイオン0.2　ナトリウムイオン88.4　カリウムイオン1.9　アンモニウムイオン0.3　マグネシウムイオン14.5　カルシウムイオン31.2　ストロンチウムイオン0.2　　第一鉄イオン0.9
- ロ.陰イオン(ミリグラム)

　　　　*フッ素イオン5.6　　塩素イオン73.7　硫酸イオン12.6　炭酸水素イオン251.2　炭酸イオン1.6　硝酸イオン1.0
- ハ.遊離成分 (ミリグラム)

　　　　*メタケイ酸39.3　メタホウ酸1.8　遊離二酸化炭素5.1
- 1　禁忌症

急性疾患（特に熱のある場合）、活動性の結核、悪性腫瘍
重い心臓病、呼吸不全、腎不全、出血性疾患、高度の貧血、
その他一般に病勢進行中の疾患、妊娠中（特に初期と末期）
- 2　適応症

神経痛、筋肉痛、関節痛、五十肩、運動麻痺、関節のこわば
り、打ち身、くじき、慢性消化器病、痔疾、冷え性、病後回
復期、疲労回復、健康増進

## 温泉街

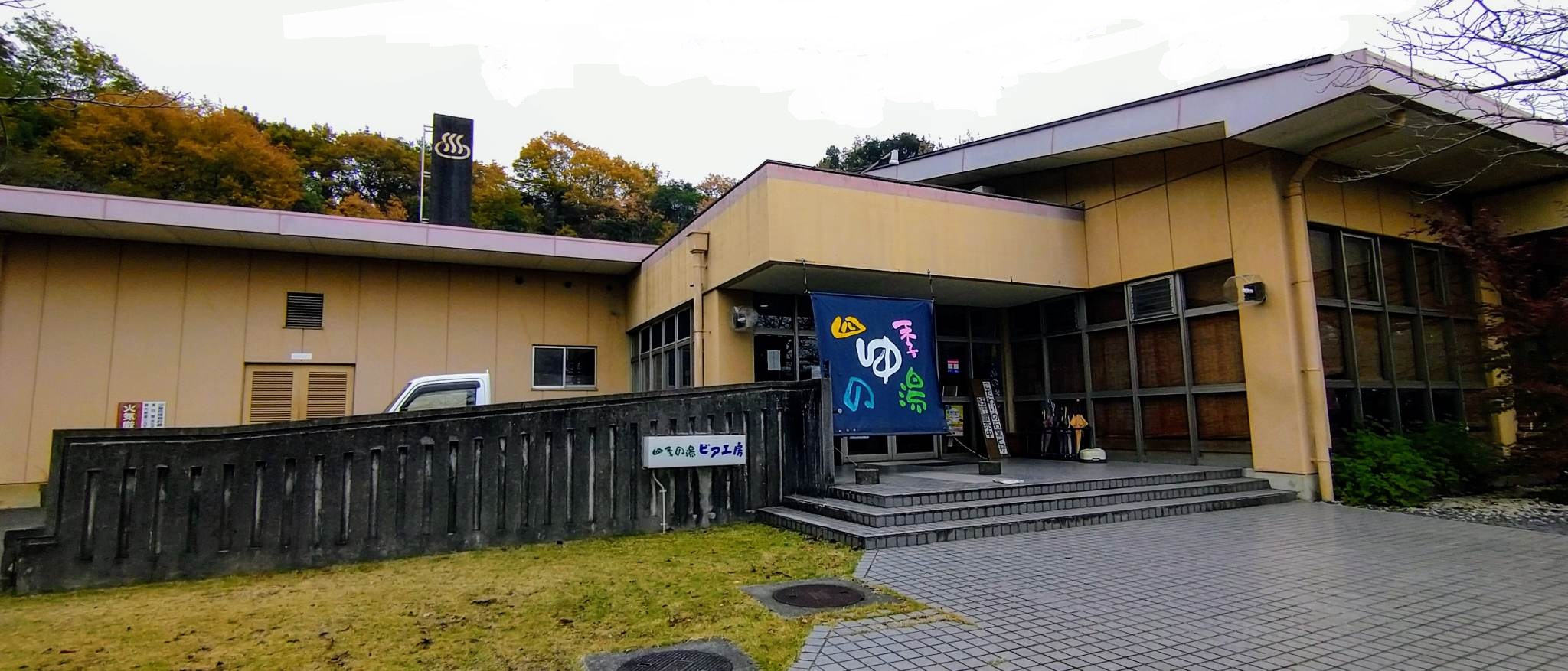
四季の湯ビア工房

現在は18種類の浴槽・プールを備えた多目的温泉保養施設クアハウス今治を中心にホテルと日帰り入浴施設が一軒ずつ存在する。周辺には、公園・トリムコース・遊歩道があり、グランド・テニスコート・サッカー場が点在し、総合レクリエーションゾーンとなっている。
また、国道196号には道の駅今治湯ノ浦温泉も存在する。入浴施設は存在しないが、温泉スタンドがある。

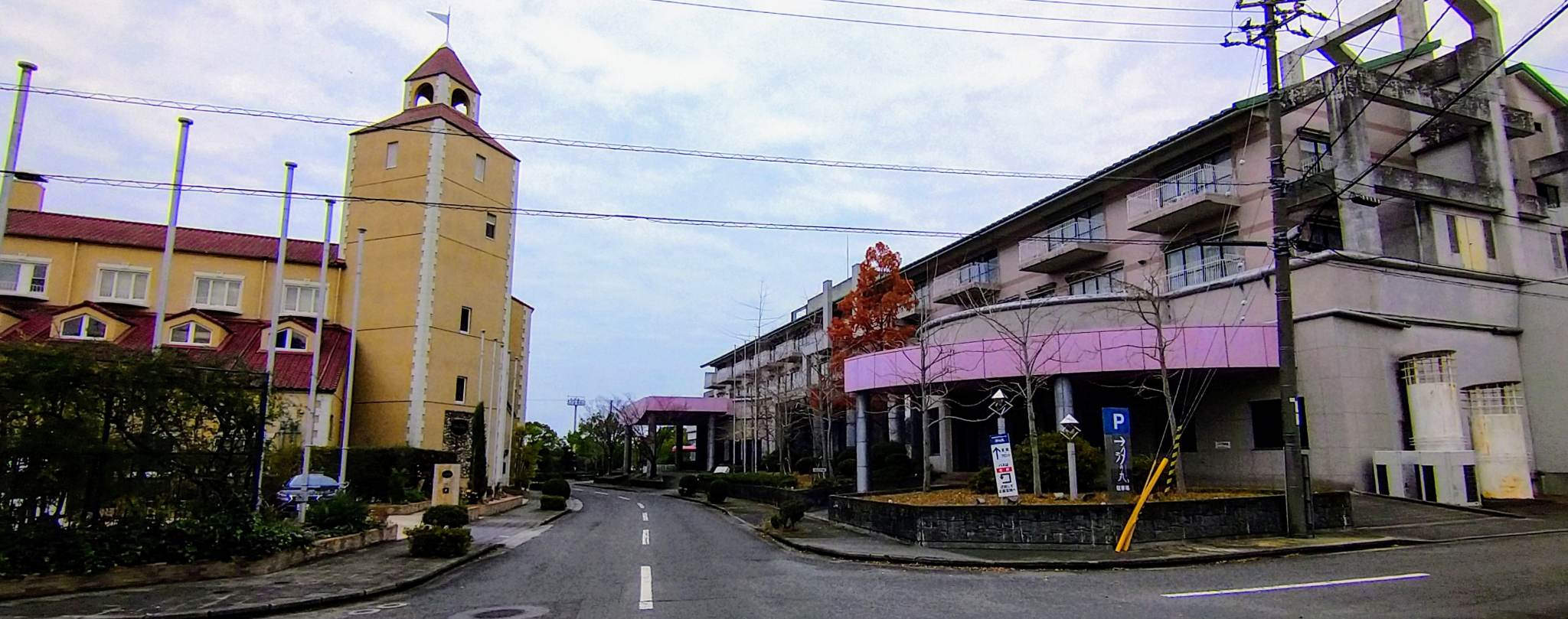
ケーオーホテルとホテルアジュール

- 宿泊施設　ホテルアジュール汐の丸
- 温泉施設　クアハウス今治・四季の湯ビア工房
- 閉館施設　今治湯ノ浦ハイツ・ケーオーホテル

## 歴史
この地域は、昭和51年に開発された比較的新しい温泉地ではあるが、昔から光明皇后ゆかりの湯として、良質の温泉が出る湯治場として知られていた。
平成6年4月28日、国民保養温泉地に指定。四国では初めての指定であった。

## アクセス
- 鉄道：予讃線今治駅よりバスで約30分。予讃線壬生川駅よりバスで約20分。

- 車：今治小松自動車道今治湯ノ浦ICより車で3分。西瀬戸自動車道（しまなみ海道）今治ICより車で20分

## 周辺施設

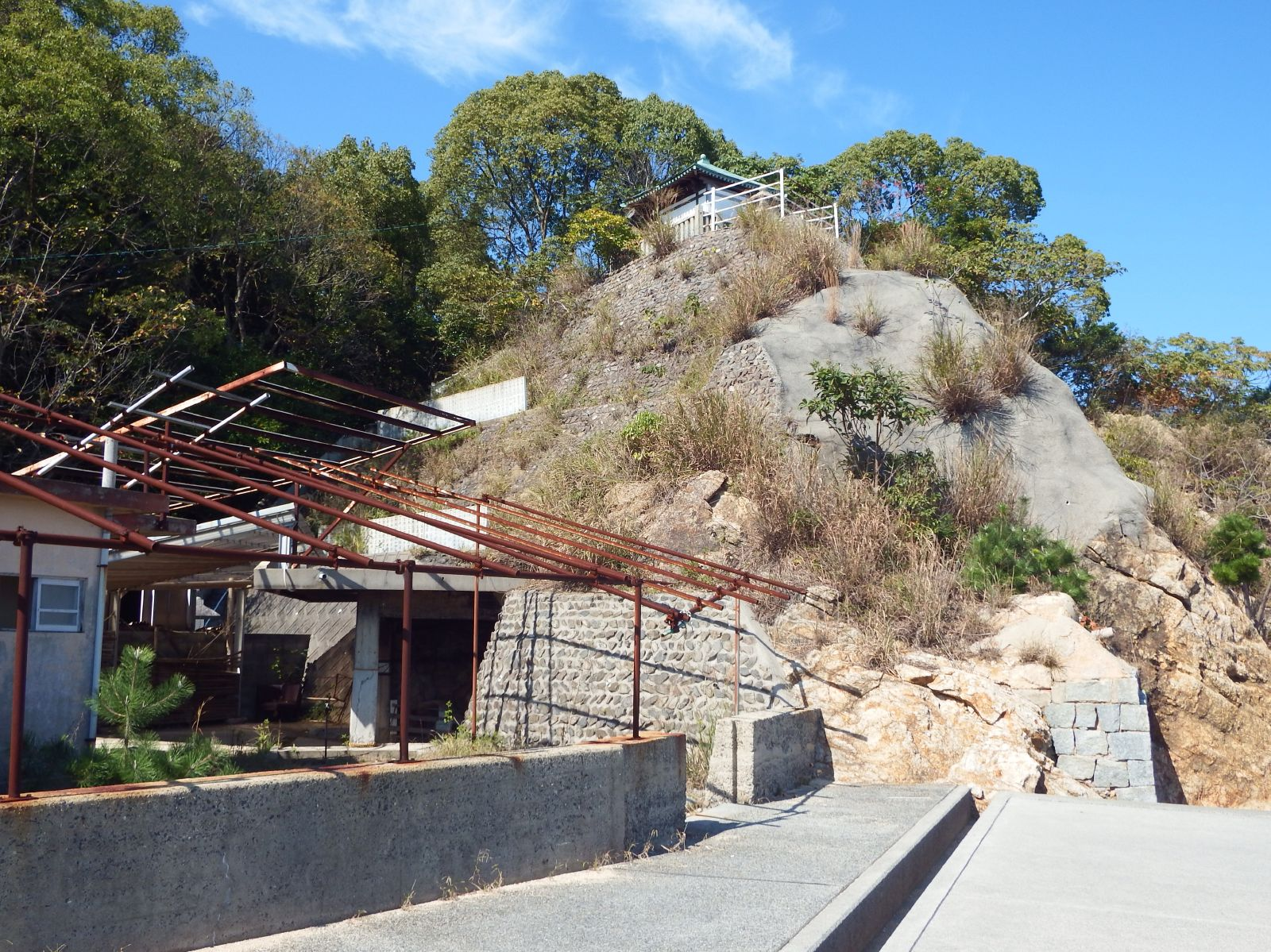
桜井石風呂

- 桜井総合公園
- 道の駅今治湯ノ浦温泉
- 休暇村瀬戸内東予
- 伊予桜井漆器会館
- 桜井石風呂